# مبارك بابكر زروق
مبارك بابكر زروق ولد 1914م وتوفي 1965) من أوائل المحامين والسياسيين السودانيين. عمل بالسكة حديد ثم التحق بمدرسة الحقوق بكلية غردون وزاول مهنة المحاماة.
قانونى، سياسى، هو مبارك بابكر زروق، من مواليد مدينة أم درمان عام 1914م. وهو من عائلة كبيرة ومعروفة. كان من قيادات حزب الأشقاء ومن مؤسسى الحزب الوطنى الاتحادى. له مواقف إنسانية ووطنية ثابتة تجاه أسرته وبلاده.
بدأ مبارك زروق حياته التعليمية بمدينة أم درمان حيث درس مراحلة الأولية والوسطى، ثم أإتحق بكلية غردون – قسم الكتبة والمحاسبة. درس مرة أخرى في مدرسة القانون بالكلية (1935-1938م)، ونال شهادة في القانون. وكان يحب القراءة والكتابة، وكثير الإطلاع على الدوريات العربية والإنجليزية، وكان يحفظ الشعر والروايات ويكتب النثر. أشترك في المهرجان الأدبى بمدينة أم درمان عام 1941م وقدم بحثاً نادراً عن (أدب الديارات) في الشعر العربى فكان محل تقدير وإشادة من الجميع ولجنة التحكيم من المختصين وأحرز المرتبة الأولى.
بدأ حياته العملية موظفاً بالسكة حديد بمدينة عطبرة، ثم أفتتح مكتبا للمحاماة، وقد كان قانونياً ضليعاً أشتهر في كل أرجاء السودان وخارجه. وقد كانت له أدبيات ومرافعات ثنائية مشهورة مع زميله محمد أحمد المحجوب أمام المحاكم السودانية، مازالت تروى في المجالس اليوم.
مارس الأستاذ مبارك زروق العمل السياسى بكل تجرد واخلاص وأمانة، وهو من جيل الاستقلال ومن الرواد المثقفين في السودان، وكان عضواً فعالاً بمؤتمر الخريجين، أنتخب عضواً في الهيئة الستينية للمؤتمر من الدورة الثامنة وحتى الدورة الخامسة عشر (1944- 1952م)، وخلال فترته في المؤتمر سيطر الأشقاء على المؤتمر الذين قاموا بتقديم المذكرة الشهيرة بالإستقلال وتكوين حكومة ديموقراطية بالاتحاد مع مصر. وكان من دعاة الاتحاد مع مصر بالرغم من سقوط الفكرة قال: (أنه لايمكن لأى دولة أن تجد فرصة في الاستقلال وترفضها مفضلة عليها أن تكون في أحضان دولة أخرى مؤكداً أن الوحدة يمكن أن تأتى بعد تطور وتقدم السودان).
لعب دوراً مهماً في المؤتمر من خلال اللجنة التنفيذية من الدورة الثامنة وحتى الدورة الخامسة عشر. وتم انتخابه سكرتيراً عاماً للمؤتمر من الدورة الحادية عشر وحتى الدورة الخامسة عشر (1947 – 1952م).
أنتخب الأستاذ مبارك زروق عضواً في البرلمان الأول عام 1953م عن دوائر الخريجين وأحرز أعلى الأصوات بين الخريجين في البرلمان (35100 صوت). وتم ترشيحه من داخل البرلمان زعيماً للمجلس. كما تم انتخابه في البرلمان الثانى عام 1958م عن دائرة ريفى الخرطوم الجنوبية. عضو مجلس بلدى أم درمان بالتزكية عن دائرة البوستة، وتقلد منصب رئيس المجلس البلدى في أم درمان عدة مرات.
بعد الاستقلال قام بتأسيس وزارة الخارجية، وفي عهده صار السودان عضواً في الجامعة العربية الوطنى. وقد مارس الديبلوماسية بكل مهنية وحافظ على علاقات السودان الخارجية مع الدول المجاورة. وتقلد منصب وزارة المواصلات والأشغال في عهد حكومة الزعيم إسماعيل الأزهرى (1955م).
تم اعتقاله في فترة حكم الرئيس إبراهيم عبود وأرسل إلى جوباً منفياً وكان معه عدد من زعماء الأحزاب الأخرى. بعد ثورة أكتوبر عام 1964م تقلد منصب نائب الرئيس للحزب الاتحادى، ووزارة المالية.
عن وفاته يروى الأستاذ جبارة الله محمد الطيب في كتابه مشاهير وحكايات قال: أصاب الأستاذ مبارك زروق ألم شديد في صدره أثناء أداء واجبه، وهو في جلسة مجلس الوزراء وفاضت روحه الطاهرة بعد أيام في يوم الإثنين 25 أبريل عام 1965م، وقد كان الحداد عليه عاماً وكبيراً حيث أغلقت الأسواق وأفتتحت المحاكم جلساتها بالوقوف عليه دقيقة حداداً عليه وودعته الجماهير بصوت واحد بمختلف ألوان الطيف السياسى (إلى جنات الخلد يازروق) وأوفد الرئيس المصرى جمال عبد الناصر اللواء محمود سيف اليزل خليفة لينوب عنه شخصياً والمشاركة في مراسم التشييع:
رثاه الأستاذ يحى الفضلى بقصيدة يقول مطلعها:
أيا قبـر أودعنـا ثـراك مبــارك على الرغم منا والخطوب تقول
وأودع فيك الرأى يقظان والنهى وسيــف إذا جــد النزال صقيـل
متزوج من محاسن محمد صالح الشنقيطى،